# Maite Insa Gualde
Maite Insa Gualde (Barcelona, 16 de octubre de 1971)  es una abogada, docente y poeta.
Ganadora del XXIV Premio de Poesía Roís de Corella, dentro de los Premios Literarios Ciudad de Valencia 2006 con el libro El poema és sobrer. En el año 2012 quedó finalista del Premi LLegir convocado por el Ayuntamiento de Alcira y la Fundación Bromera para el fomento de la lectura.
Ejerce como docente de Educación Secundaria en el Departamento de Valencia, es miembro del Centro de Estudios e Investigaciones comarcales Alfons el Vell de Gandía y colaboradora habitual en revistas culturales y científicas como el Quadern de El País o Caràcters, entre otras.